# Arzon (rivière)
Pour les articles homonymes, voir Arzon (homonymie).
L'Arzon est une rivière française qui coule dans les départements du Puy-de-Dôme et de la Haute-Loire en région Auvergne-Rhône-Alpes. C'est un affluent direct de la Loire en rive gauche.

## Géographie
La longueur de son cours d'eau est de 43,9 km.
La rivière prend sa source au sud des monts du Livradois sur le territoire de la commune de Medeyrolles (Puy-de-Dôme), dans le parc naturel régional Livradois-Forez. L'essentiel du cours de l'Arzon se trouve dans le pays du Velay.
Dès sa naissance, elle s'oriente au sud, direction qu'elle maintient globalement tout au long de son parcours. Son confluent avec la Loire est situé en rive gauche dans la commune de Vorey-sur-Arzon, à une vingtaine de kilomètres en aval (au nord) de la ville du Puy-en-Velay.

### Communes et cantons traversés

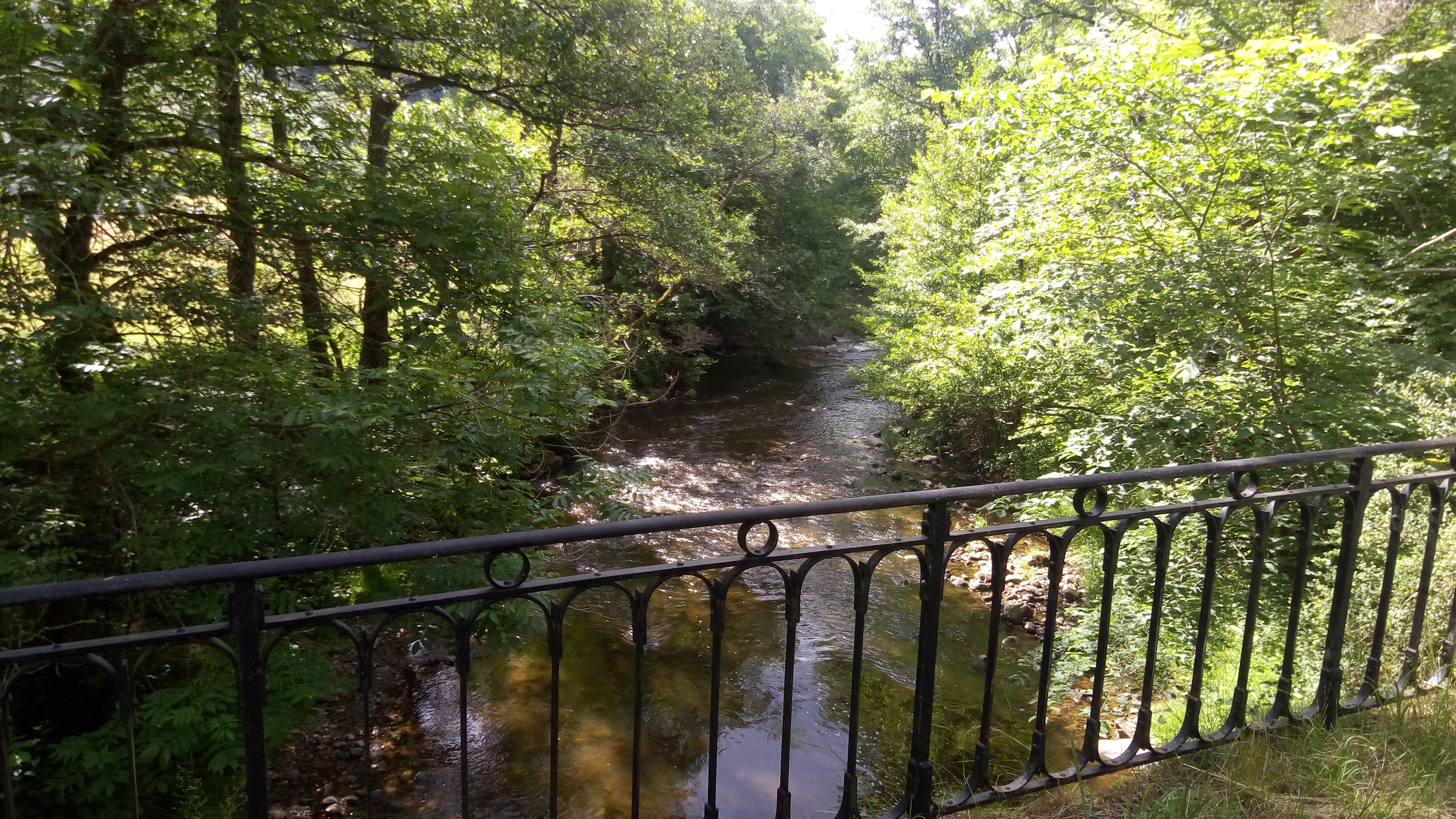
L'Arzon au pont d'Eyravazet

L'Arzon traverse ou longe d'amont en aval le territoire des communes suivantes :
- Département du Puy-de-Dôme :
  - Medeyrolles et Sauvessanges
- Département de la Haute-Loire :
  - Saint-Jean-d'Aubrigoux, Craponne-sur-Arzon, Jullianges, Beaune-sur-Arzon, Chomelix, Saint-Pierre-du-Champ, Bellevue-la-Montagne et Vorey-sur-Arzon.

## Écologie

### Protection
L'Arzon étant une rivière à la biodiversité importante et fragile, il a été décidé à la fin des années 1990, de la protéger. Depuis, l'Arzon est un site Natura 2000  (FR8301080 - GORGES DE L'ARZON) et intègre dans ce périmètre certains de ses affluents tels que l'Enfer, ou la Faye.
En plus de cela, un périmètre plus large est protégé par la ZNIEFF 830007985 - GORGES DE L'ARZON.

### Menaces
L'Arzon est menacé par le réchauffement climatique qui modifie très aléatoirement son débit, passant de périodes de sécheresse aiguë comme celle de la canicule de 2003, à de violentes crues (comme celle de 2008).

## Affluents
L'Arzon a vingt-sept traçons affluents référencés dont :
- Ruisseau le Lavadour
- Ruisseau la Guelle
- Ruisseau l'Aubrigoux
- Ruisseau le Sauze
- Ruisseau le Rioumort
- Ruisseau de Laignac
- Ruisseau la Trioule
- Ruisseau des Palles
- Ruisseau la Gouise
- L'Aiguemorte
- Ruisseau de Besse
- La Chamalière
- Ruisseau de la Faye
- Ruisseau de l'Enfer
- Ruisseau de la Sugère
- Ruisseau de Cronaillé
- Le Tizou

## Hydrologie
L'Arzon est une rivière assez régulière.

### L'Arzon à Vorey
Son débit a été observé depuis le 1er décembre 1997 , à Vorey (Pont Eyravazet), à 575 m d'altitude, localité du département de la Haute-Loire située au niveau de son confluent avec la Loire. Le bassin versant de la rivière y est de 156 km2 (soit sa totalité).
Le module de la rivière à Vorey est de 1,14 m3/s.

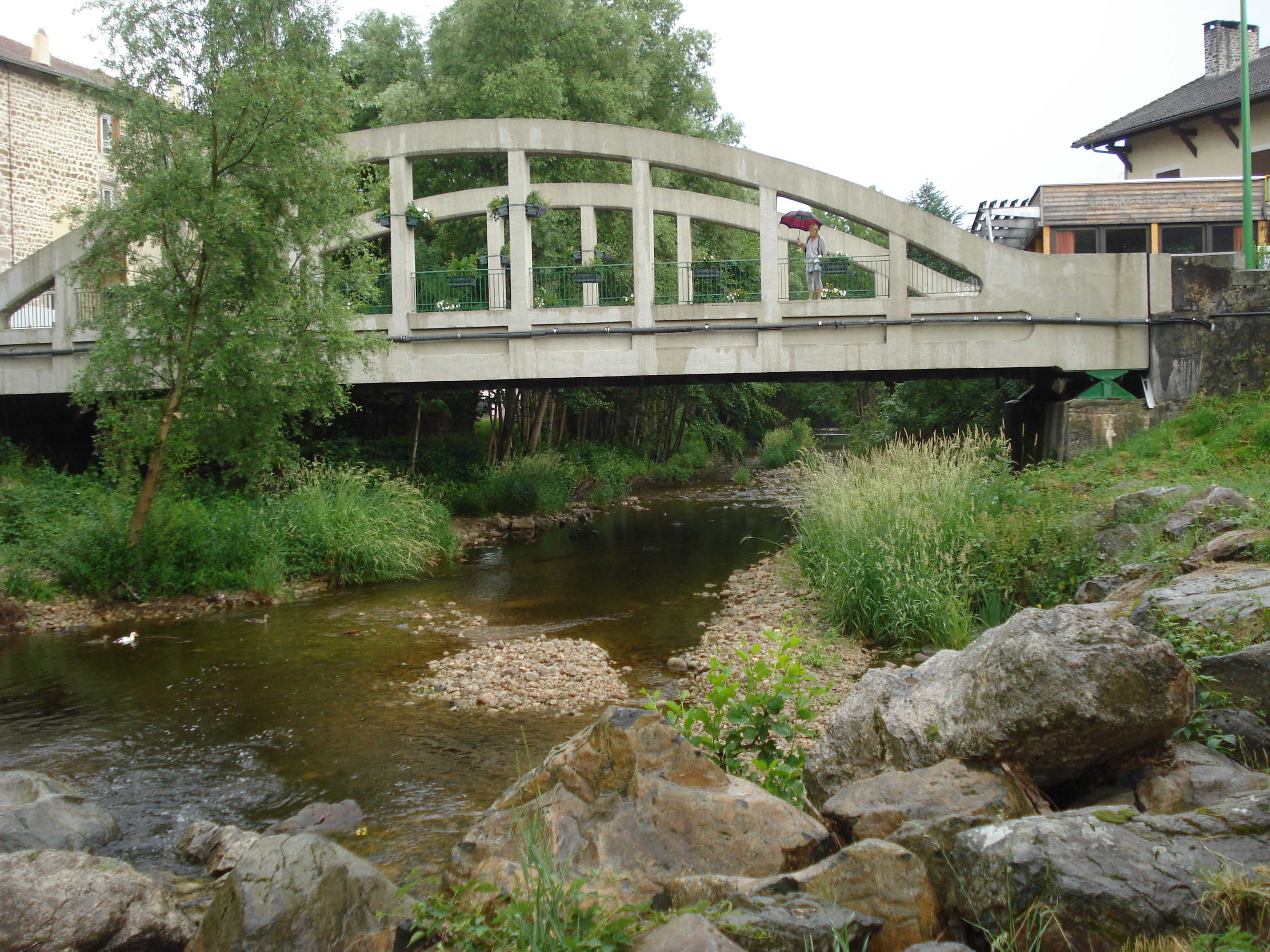
Le pont sur l'Arzon à Vorey-sur-Arzon.

L'Arzon présente des fluctuations saisonnières de débit modérées. Les hautes eaux ont lieu en hiver et au printemps, portant le débit mensuel moyen à un niveau situé entre 1,74 et 2,27 m3/s, de décembre à mai inclus (avec un maximum de février à mai). Dès le mois de juin, le débit mensuel diminue progressivement jusqu'aux basses eaux de fin d'été. Celles-ci se déroulent en août et en septembre, accompagnées d'une baisse du débit moyen mensuel allant jusqu'à 0,359 m3/s au mois d'août (359 litres/s), ce qui reste très confortable pour un cours d'eau de cette taille. Mais les fluctuations de débit sont plus prononcées sur de plus courtes périodes ou selon les années.

### Étiage ou basses eaux
À l'étiage, c'est-à-dire aux basses eaux, le VCN3, ou débit minimal du cours d'eau enregistré pendant trois jours consécutifs sur un mois, en cas de quinquennale sèche s'établit à 0,018 m3/s, ce qui est peu,.

### Crues
Les crues sont généralement d'importance modérée. Le QIX 2 vaut 23,0 m3/s, le QIX 5 vaut 35,0 m3/s,
le QIX 10 vaut 43,0 m3/s, le QIX 20 vaut 51,0 m3/s, le QIX 50 n'a pas encore été calculé vu la période d'observation de 19 ans.
Le débit instantané maximal enregistré à Vorey durant cette période, a été de 67,80 m3/s le 2 novembre 2008, tandis que la valeur journalière maximale était de 41,6 m3/s le 2 décembre 2003. La hauteur maximale instantanée a été de 258 cm ou 2,58 m le même 2 novembre 2008.

### Lame d'eau et débit spécifique
L'Arzon est une rivière moyennement abondante, suffisamment alimentée par les précipitations de son bassin. La lame d'eau écoulée dans son bassin versant est de 230 millimètres annuellement, ce qui est cependant nettement inférieur à la moyenne d'ensemble de la France tous bassins confondus (320 millimètres par an), et aussi à la moyenne du bassin de la Loire (245 millimètres par an). Le débit spécifique de la rivière (ou Qsp) atteint 7,3 litres par seconde et par kilomètre carré de bassin.